# Estacada da Praia de Fora
A Estacada da Praia de Fora localizava-se na antiga praia de Fora, sobre a Baía Norte da ilha de Santa Catarina, em Florianópolis, no litoral do estado de Santa Catarina, no Brasil.

## História
Esta estacada foi erguida por determinação do governador militar da ilha de Santa Catarina, Marechal Antônio Carlos Furtado de Mendonça (1775-1777), no contexto da iminência de uma invasão espanhola, concretizada em 1777, visando prevenir um desembarque inimigo por aquele trecho do litoral (BOITEUX, 1912. apud CALDAS, 1992).
Remonta possivelmente a 1775, como outras estruturas defensivas erguidas por aquele oficial na ilha, e deveria se estender entre o Forte de São Francisco Xavier da Praia de Fora e a Forte de São Luís da Praia de Fora.